# Fujiwara no Matate
Fujiwara no Matate est un nom japonais traditionnel ; le nom de famille (ou le nom d'école), Fujiwara, précède donc le prénom (ou le nom d'artiste).
Fujiwara no Matate (藤原真楯), 715 –  25 avril 766 est un noble japonais de l'époque de Nara. Il est le troisième fils du sangi Fujiwara no Fusasaki, fondateur de la branche Hokke du clan Fujiwara. Il atteint le rang de cour de 正三位 (shō san-mi) et la position de dainagon, puis à titre posthume celle de daijō-daijin. Son nom original est Yatsuka (八束).

## Biographie
L'empereur Shōmu reconnaît les talents de Yatsuka et le fait rapidement évoluer. En 740, il est élevé du rang de 正六位上 (shō roku-i no jō) à celui de 従五位下 (ju go-i no ge) puis de celui de 従五位上 (ju go-i no jō) en 743 à celui de 正五位上 (shō go-i no jō) et en 744 à celui de 従四位下 (ju shi-i no ge). Shōmu lui confie en particulier des tâches liées à la transmission des rapports et des demandes à partir de l'empereur. Selon le Shoku Nihongi, Yatsuka est respecté comme exceptionnellement intelligent ce qui lui attire la jalousie de son cousin Fujiwara no Nakamaro. Il passe pour s'être isolé dans sa maison pendant un certain temps, avec ses livres pour compagnie. En 748, il est nommé sangi, devançant ainsi son frère Nagate, d'un an son ainé, parmi les rangs des  kugyō.
En 756, peu après la mort de l'empereur Shōmu, Nagate est directement promu au rang de chūnagon prenant la préséance sur Yatsuka. En 758, il soutient le changement de nom par Nakamaro de divers services gouvernementaux dans le style chinois de la dynastie Tang et en 760 Yatsuka lui accorde le nom « Matate » dans le style Tang. Il est régulièrement élevé 従三位 (ju san-mi) en 760 et chūnagon en 762. Toujours au cours de cette période, il organise une fête d'adieu pour 揚承慶 (Yōshōkei) de la quatrième expédition de Balhae à la cour, ce que Yōshōkei apprécie particulièrement.
Lors de la rébellion de Fujiwara no Nakamaro en 764, Matate soutient le côté des vainqueurs de l'impératrice Kōken ce qui lui vaut d'être promu 正三位 (shō san-mi) et jutō-taishō (ja) et de recevoir des honneurs de deuxième classe. En 766, Matate est élevé au rang de dainagon où il remplace Nagate, promu udaijin. Deux mois plus tard cependant, Matate meurt à l'âge de 52 ans. Un enterrement réservé aux 大臣 (daijin) lui est accordé et il est promu daijō-daijin à titre posthume.
À l'époque de Matate, le pouvoir est concentré entre les mains de Nakamaro, ce qui met les Nanke en position de force. En outre, le frère aîné de Matate et chef de la maison Nagate occupe une position du niveau de daijin. À la fin de l'époque de Nara, l'égalité entre les clans est considérée comme idéale et le fait que les postes importants se transmettent de père en fils ou entre frères et sœurs encourent toujours la critique. Pour Matate aussi, être promu dainagon implique que cela est en grande partie dû à ses propres capacités. Plus tard parmi les descendants de Matate figurent Fujiwara no Michinaga et Fujiwara no Yorimichi qui mènent les Fujiwara à l'apogée de leur pouvoir.
Matate est un homme magnanime, doué en tant qu'homme politique pour aider les empereurs dans leur gouvernance. Huit de ses œuvres sont incluses dans le Man'yōshū dont sept tanka et un sedōka. Des notes dans la même compilation suggèrent que Matate entretient une amitié personnelle avec Ōtomo no Yakamochi.

## Généalogie
- Père : Fujiwara no Fusasaki
- Mère : Muro no Ōkimi (fille du prince Minu)
- Épouse : (fille de Sami no Natemaro (佐味奈氐麻呂?))
  - Fils : Fujiwara no Managa (藤原真永?)
  - Fils : Fujiwara no Nagatsugu (藤原永継?)
- Épouse : (fille d'Abe no Obimaro)
  - Fils : Fujiwara no Uchimaro (756–812)

## Source de la traduction
- (en) Cet article est partiellement ou en totalité issu de l’article de Wikipédia en anglais intitulé « Fujiwara no Matate » (voir la liste des auteurs).